# Нити живота, приче из избегличке кризе (књига)
Нити живота, приче из избегличке кризе  (енгл. Threads: From the refugee Crisis) је графичка новела стрип ауторке Кејт Еванс (енгл. Kate Evans), објављена 2017. године. Српско издање објавиле су заједно издавачке куће Фабрика књига и Non-Aligned Books из Београда 2019. године у преводу Слободанке Глишић.

## О аутору
Кејт Еванс (1973) је ауторка стрипова, уметница и активисткиња. Објавила је више књига и фанзина. На српски језик године 2017. Фабрика књига објавила је њен стрип “Црвена Роза”, биографију у сликама Розе Луксембург.

## О делу
Ауторка Кејт Еванс са својим блоком за цртање и вољом да разуме и помогне дошла је Џунглу, подигнут град, у француском лучком граду Калеу, чувеном у прошлости по изради чипке. Дошла је у то картонско насеље густо подигнутих чатрља, контејнера и шатора, пуно пацова и смећа, а без тоалета и без сигурности, у нади да може да помогне. Тако је настала ова репортажа у виду стрипа. Тај новонастали град, познат као Џунгла, био је дом за хиљаде избеглица, махом са Блиског истока и из Африке. Сви су се они надали да ће се некако домоћи Британије. Ауторка је у књигу пренела оно што је видела својим очима и доживела на лицу места, заједно са потресним исповестима људи које је упознала у Џунгли и чије је приче чула. Све то стоји у оштрој супротности спрам предрасуда и лажних оптужби које стижу са деснице на рачун избеглица.
Ауторкине речи на почетку књиге гласе:
| „ | Да би се неки људи описани у књизи заштитили, идентитет им је измењен, а неке личности су повезане у један лик. Али све што ћете прочитати заиста се десило. | ” |

## Награде
Књига је номинована за Орвелову награду 2018. годину.